# Concepción (Copán)
Concepción è un comune dell'Honduras facente parte del dipartimento di Copán.
Il comune venne istituito nel 1918 con parte del territorio del comune di Dulce Nombre.